# فقدان الذاكرة الجوبي
فقدان الذاكرة الجَوبي هو فقدان الذاكرة لحدث معين. يحدث هذا النوع نتيجة لتلف الدماغ في الجهاز النطاقي المسؤول عن الذكريات والمشاعر. يُخلف هذا التلف فجوة أو ثغرة في سجل الذاكرة داخل منطقة القشرة الدماغية. إذ أن هناك أعتقاد سائد بأن بعض المشاعر قد تثار من الذاكرة المفقودة دون تذّكر الحدث نفسه.
عرّف دانيال جولمان الثغرة في كتابه " Vital Lies, Simple Truths" بأنه:
نمط النظام العقلي الذي يمثل المخططات العقلية التمويهية. إذن فالثغرة هي الآلية المتعمدة التي تكوّن فجوة دفاعية في الوعي. فهي باختصار تشكل نقاط عمياء.
ومن المعروف أيضًا أن فقدان الذاكرة الجَوبي قد يحدث نتيجة لإدمان الكحول والعلاج من المخدرات والانسحاب من إكمال العلاج بعض الحالات. قد يعاني الشخص من فقدان الذاكرة لحدث معين مؤقتًا أو حتى للأبد بعد استخدام هذه المواد.
يقول ستيفن جونسون مؤلف كتاب " Mind Wide Open: Your Brain and the Neuroscience of Everyday Life":
«يعتقد العلماء أن الذكريات تم التقاطها وتخزينها بواسطة جزأين منفصلين من الدماغ ألا وهما: الحصين وهو مركز الذاكرة الطبيعي، واللوزة الدماغية وهي أحد مراكز العاطفة في الدماغ. لا يزال بإمكان الأشخاص غير القادرين على تكوين ذكريات طويلة المدى بسبب تلف الحصين تشكيل ذكريات لا واعية للأحداث المؤلمة إذا كانت اللوزة لديهم سليمة». وقد يكون هذا مرتبطًا بمحو الذكريات أو إعادة دمجها. وقد بذلت عدة محاولات لإستعادة الذكريات المدمجة والمعاد دمجها في الظروف المنشودة.
ووفقًا لما قاله أليكس تشادويك للإذاعة الوطنية العامة:
«يعتقد بعض العلماء حاليًا أن الذكريات تُعاد صياغتها بفعالية في كل مرة تُنشط فيها. إذ تشير الدراسات التي أجريت على مجموعة من الجرذان إلى أنه إذا أوقفت عملية كيميائية حيوية أثناء تنفيذ سلوك مكتسب كدفع أداة للحصول على الطعام على سبيل المثال؛ فإن السلوك المكتسب يختفي. وهذا ما حصل مع الجرذ إذ توقف عن التذكر. فمن الناحية النظرية، إذا تمكنت من منع هذا التفاعل الكيميائي في دماغ الإنسان أثناء تنشيط ذكرى معينة فيمكنك حينها إجراء محو مستهدف. فكر في شجار مروع مع أعز أصدقائك أثناء منع هذا التفاعل الكيميائي، وانظر ماذا سيحصل! ستختفي الذاكرة.»

## القضايا الجنائية
غالبًا ما تزعم هذه الحالة في القضايا الجنائية. حيث يصر الضحية أو المعتدي على أنهما فقدا ذاكرتهما فيم يخص الحدث المعني. في حين لا تتأثر الذكريات السابقة واللاحقة للحدث سليمة تمامًا. حيث إن هناك ذكرى واحدة محددة فقط لحدث متلاشي. فعادةً ما تقترن هذه الحالة بادعاء الجنون.

## الثقافة العامة
استُخدم هذا النوع من فقدان الذاكرة كعنصر أساسي في حبكة فيلم إشراقة أبدية لعقل نظيف والذي أنتج في عام 2004، حيث تُزال جميع ذكريات شخص معين من ذاكرة شخص ما. تشير حبكة الفلم إلى أن الدماغ مصمم للحفاظ على الذكريات القوية عاطفيًا. على الرغم من أن الشخصيتان الرئيسية يحاولان نسيان بعضهما البعض إلا أنهما في نهاية المطاف يجدان نفسهما معًا بسبب مشاعرهما القوية.  فمن وجه نظر الفلم أن حتى المصابون بفقدان الذاكرة الجَوبي يمكنهم تذكر مشاعرهم السابقة في ظل الظروف المناسبة.
Memento هو فيلم آخر أدرج هذه الحالة في طيات احداثه. تعاني الشخصية الرئيسية في هذا الفلم من فقدان الذاكرة الرجعي -نوع من فقدان الذاكرة يؤثر على الذكريات التي تكونت قبل بداية فقدان الذاكرة، بل يجعل ذلك الشخص غير قادر على تذكر ما حدث قبل الإصابة بشهور أو سنين وربما أكثر- إلا أنها لا تزال تشعر بارتباط عاطفي تجاه الأحداث والأشخاص التي واجهتها من قبل. فمن الغالب أن يشعر الاشخاص الذين يعانون من نفس الحالة بعدم الارتياح تجاه الأشخاص الذين أساؤوا لهم آنفًا على الرغم مع جهل السبب الرئيسي الذي يكمن خلف تلك المشاعر.
تشكل كل حالات فقدان الذاكرة في هذه الأفلام فجوات في الذاكرة سواءً في الذاكرة طويلة أو قصيرة المدى.